# Montero
Montero – miasto w Boliwii, w departamencie Santa Cruz, w prowincji Obispo Santistevan.
Miasto leży na wysokości około 300 m n.p.m. a średnia temperatura panująca w nim wynosi 23 °C. Jest położone w odległości około 50 km na północ od Santa Cruz, stolicy departamentu. W ostatnich dekadach Montero znacznie się rozrosło – według spisu ludności w 1992 roku zamieszkiwało je 57 027 osób, w 2001 roku miało już 78 294 mieszkańców, zaś w 2013 roku liczba zamieszkujących je ludzi wyniosła 112 454. Dzięki temu stało się jednym z najważniejszych miast w regionie.